# Nyhamnsklubbarna
Nyhamnsklubbarna är öar i Åland (Finland). De ligger i den södra delen av landskapet, 12 km söder om huvudstaden Mariehamn.